# Ferrovia Teresina-Parnaíba
A Ferrovia Teresina-Parnaíba, antiga Estrada de Ferro Central do Piauí liga as cidades de Teresina e Parnaíba no estado do Piauí. A ferrovia encontra-se atualmente desativada e em processo de vandalização de trilhos em alguns trajetos, mas há planos para reativá-la para o transporte tanto de cargas quanto de passageiros.

Em Altos, a ferrovia se conecta com a Ferrovia Teresina-Fortaleza, realizando o restante da ligação necessária para chegar até Teresina.

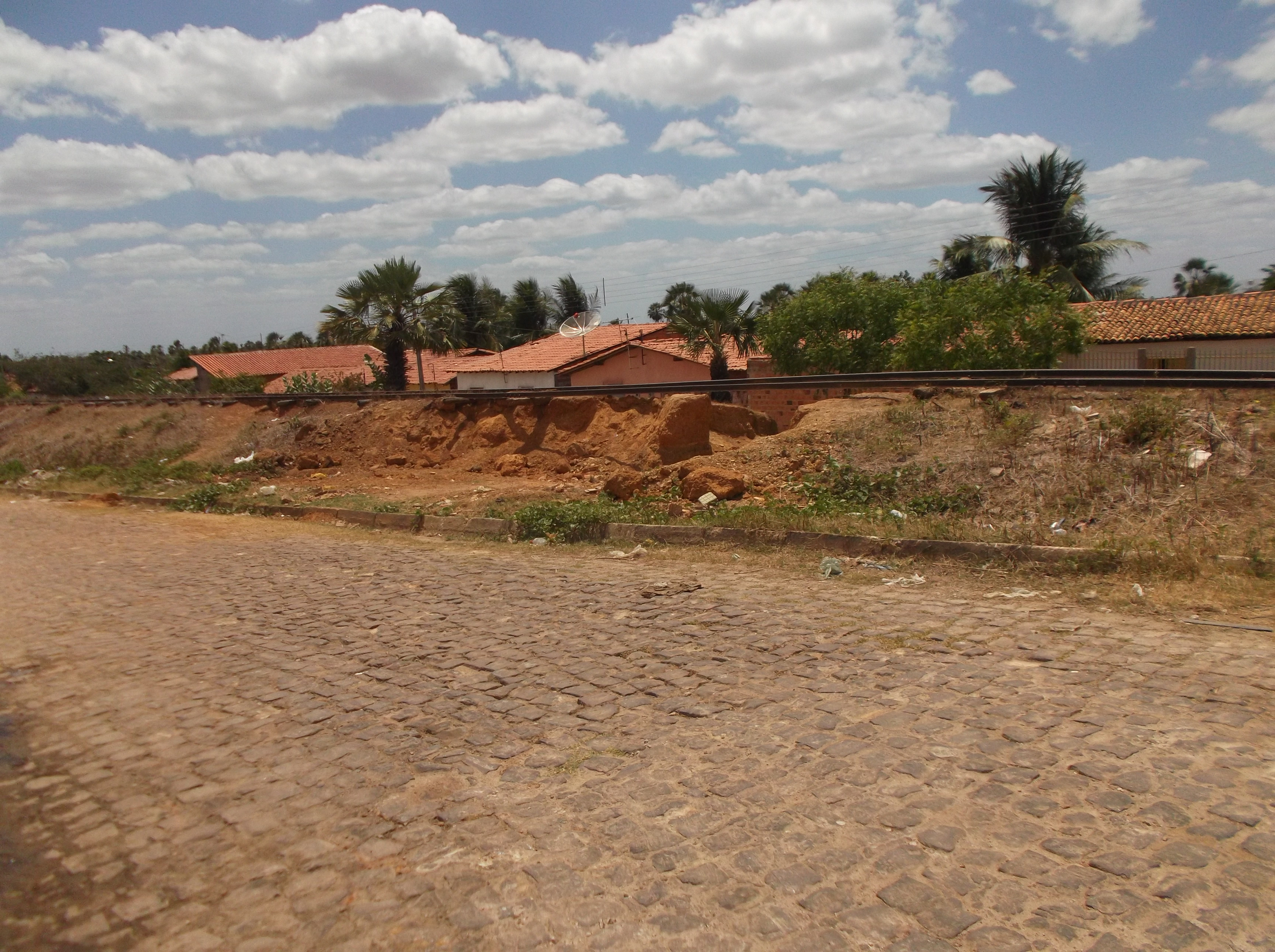
Trecho com aterro saqueado em Campo Maior (Piauí)

## Histórico
A linha da Estrada de Ferro Central do Piauí foi aberta em 1922 ligando o porto de Luís Correia à estação de Cocal. Chegou a Piripiri em 1937, e chegou a Campo Maior somente em 1952, com serviços de trens de passageiros somente em 1966. Finalmente chegou a Altos e a Teresina em 1969. Os trens de passageiros serviram à estrada até pelo menos 1979. A estrada jamais foi oficialmente erradicada, mas hoje os trilhos já foram arrancados na maioria do percurso, exceto no trecho entre Altos e Teresina, onde a ferrovia faz parte da ligação Ceará-Maranhão da Ferrovia Teresina-Fortaleza.

## Reativação
Em 2024, o governador Rafael Fonteles apresentou o projeto Intermodal do Vale do Parnaíba, que abrange a Ferrovia Teresina-Parnaíba, o Porto Piauí, localizado em Luís Correia, a hidrovia do Rio Parnaíba, além das rodovias estaduais e federais do Piauí.
Os avanços seguem conforme o cronograma. Já foram entregues a sede administrativa do Porto Piauí, o pátio de mercadorias e duas etapas do Terminal Pesqueiro de Luís Correia (TPLC). O TPLC permitirá o processamento de pescados, promovendo um impacto social significativo para os pescadores da região, ao impulsionar o desenvolvimento da cadeia pesqueira local.
O Intermodal do Vale do Parnaíba visa integrar hidrovia, rodovia e ferrovia, formando um grande projeto logístico para o Estado, a ser realizado por meio de uma parceria público-privada. O projeto inclui o transporte de produtos, como grãos do Cerrado piauiense, pela hidrovia do Rio Parnaíba até o Porto de Luís Correia, completando a integração com os modais rodoviários.

## Estações de passageiros
| Nome              | Nome ou Grafia Anterior | Município                    | Uso Atual                                 | Mapa                               | Observações |
| ----------------- | ----------------------- | ---------------------------- | ----------------------------------------- | ---------------------------------- | --- |
| Luís Correia      | Amarração, Luiz Correia | Luís Correia (PI)            | moradia                                   | OpenStreetMap / Google Street View | sem trilhos |
| Bela Mina         |                         | Parnaíba (PI)                | demolida                                  | OpenStreetMap / Google Maps        | |
| Pau d'Arco        |                         | Parnaíba (PI)                | demolida                                  | OpenStreetMap / Google Maps        | |
| Floriópolis       |                         | Parnaíba (PI)                | uso desconhecido                          | OpenStreetMap / Google Maps        | |
| Catanduvas        |                         | Parnaíba (PI)                | demolida                                  | OpenStreetMap / Google Maps        | |
| Parnaíba          | Parnahyba               | Parnaíba (PI)                | Museu do Trem                             | OpenStreetMap / Google Street View | |
| Bom Princípio     |                         | Bom Princípio do Piauí (PI)  | Telecentro Comunitário                    | OpenStreetMap / Google Street View | |
| Freixeiras        |                         | Cocal (PI)                   | em ruínas                                 | OpenStreetMap / Google Maps        | |
| Cocal             |                         | Cocal (PI)                   | Museu / Secretaria de Cultura             | OpenStreetMap / Google Street View | |
| Videu             |                         | Cocal (PI)                   | demolida                                  | OpenStreetMap / Google Maps        | sem trilhos |
| Deserto           |                         | Piracuruca (PI)              | em ruínas                                 | OpenStreetMap / Google Maps        | sem trilhos |
| Piquizeiro        |                         | Piracuruca (PI)              | uso desconhecido                          | localização desconhecida           | |
| Piracuruca        |                         | Piracuruca (PI)              | Centro Cultural                           | OpenStreetMap / Google Street View | após a estação, ponte metálica sobre o Rio Piracuruca, somente para pedestres e ciclistas                                   |
| Solto de Pedra    |                         | Piracuruca (PI)              | uso desconhecido                          | localização desconhecida           | |
| Brasileira        |                         | Brasileira (PI)              | Biblioteca Municipal                      | OpenStreetMap / Google Street View | sem trilhos |
| Aimorés           |                         | Piripiri (PI)                | uso desconhecido                          | localização desconhecida           | |
| Piripiri          | Periperi                | Piripiri (PI)                | uso desconhecido                          | OpenStreetMap / Google Street View | sem trilhos |
| São Joaquim       |                         | Piripiri (PI)                | uso desconhecido                          | localização desconhecida           | |
| Capitão de Campos |                         | Capitão de Campos (PI)       | moradia                                   | OpenStreetMap / Google Street View | sem trilhos |
| Cocal de Telha    |                         | Cocal de Telha (PI)          | demolida                                  | localização desconhecida           | |
| Sambaíba          |                         | Boqueirão do Piauí (PI)      | uso desconhecido                          | OpenStreetMap / Google Street View | |
| Angelim           |                         | Nossa Senhora de Nazaré (PI) | demolida                                  | localização desconhecida           | |
| Campo Maior       |                         | Campo Maior (PI)             | Fundação Cardoso Neto - Museu Zé Didôr    | OpenStreetMap / Google Street View | contava triângulo de reversão, já removido                                                                                  |
| Miradouro         |                         | Campo Maior (PI)             | uso desconhecido                          | OpenStreetMap / Google Maps        | |
| Altos             |                         | Altos (PI)                   | Uso desconhecido                          | OpenStreetMap / Google Street View | entroncamento com a Ferrovia Teresina-Fortaleza, a partir daqui com serviço de cargas da Ferrovia Transnordestina Logística |
| Teresina          | Therezina / Theresina   | Teresina (PI)                | Espaço Cultural Trilhos e acesso ao metrô | OpenStreetMap / Google Street View | Estação se localiza junto à estação Frei Serafim do Metrô de Teresina, que é rebaixada em relação ao nível da rua           |